# Братья Шерман

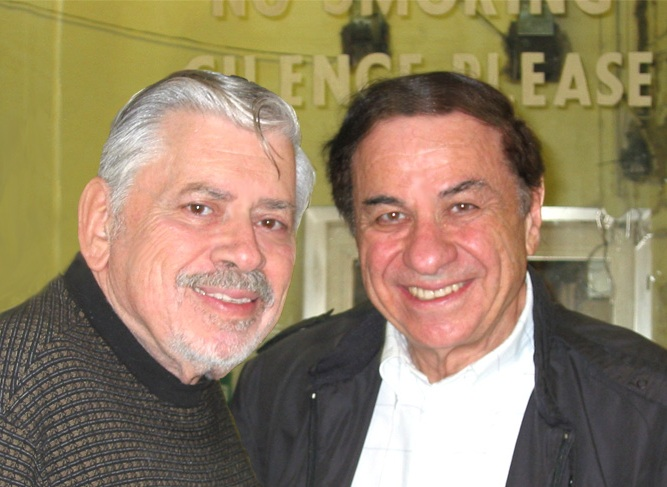
Роберт Б. Шерман и Ричард М. Шерман в лондонском Палладиуме в 2002 году, во время премьеры мюзикла Chitty Chitty Bang Bang: The Stage Musical

Братья Шерман (англ. Sherman Brothers) — американский дуэт авторов песен, композиторов и сценаристов, специализирующийся на написании песен, музыки и сценариев для музыкальных фильмов и сценических мюзиклов, состоящий из братьев Роберта Б. Шермана (19 декабря 1925 — 6 марта 2012) и Ричарда М. Шермана (12 июня 1928 — 25 мая 2024).
Братья Шерман написали больше музыки и песен к кинофильмам, чем любая другая команда авторов песен, в истории кино. В число их работ входят игровые фильмы «Ловушка для родителей» (1961), «Мэри Поппинс» (1964), «Пиф-паф ой-ой-ой» (1968) и «Набалдашник и метла» (1971), а также полнометражные мультфильмы «Меч в камне» (1963), «Книга джунглей» (1967, за исключением песни «The Bare Necessities», написанной Терри Гилкисоном), «Паутина Шарлотты» (1973), «Коты-аристократы» (1970) и «Приключения Винни» (1977). Среди их самых известных работ — песни для тематических парков «There's A Great Big Beautiful Tomorrow» и «It's A Small World (After All)». По данным журнала Time, последняя песня является самой исполняемой песней всех времён.
Вместе они получили различные награды, включая две премии «Оскар», из девяти номинаций и три премии «Грэмми», из шести номинаций. Они также были номинированы на премию BAFTA и пять раз на премию «Золотой глобус». В 1976 году они получили звезду на Аллее славы в Голливуде и в 2008 году Национальную медаль искусств.
Роберт Б. Шерман умер в Лондоне, Англия 6 марта 2012 года.
Ричард М. Шерман умер в Лос-Анджелесе, Калифорния 25 мая 2024 года